# Eritrichium biruxiani
Eritrichium biruxiani là loài thực vật có hoa trong họ Mồ hôi. Loài này được ined. mô tả khoa học đầu tiên.